# Alexandre Bida
Alexandre Bida (1813, Toulouse – 1895, Bühl) byl francouzský malíř a rytec. Byl akademickým malířem, silně inspirovaný Orientem.

## Kariéra
Jeho učitelem byl Eugène Delacroix. Svá díla vystavoval na Světových výstavách v letech 1855 a 1867. Ilustroval Histoire pittoresque de la Gaule Méridionale autora Cénac-Moncauta.
Mezi jeho žáky patřil Jean-Paul Laurens.

## Dílo

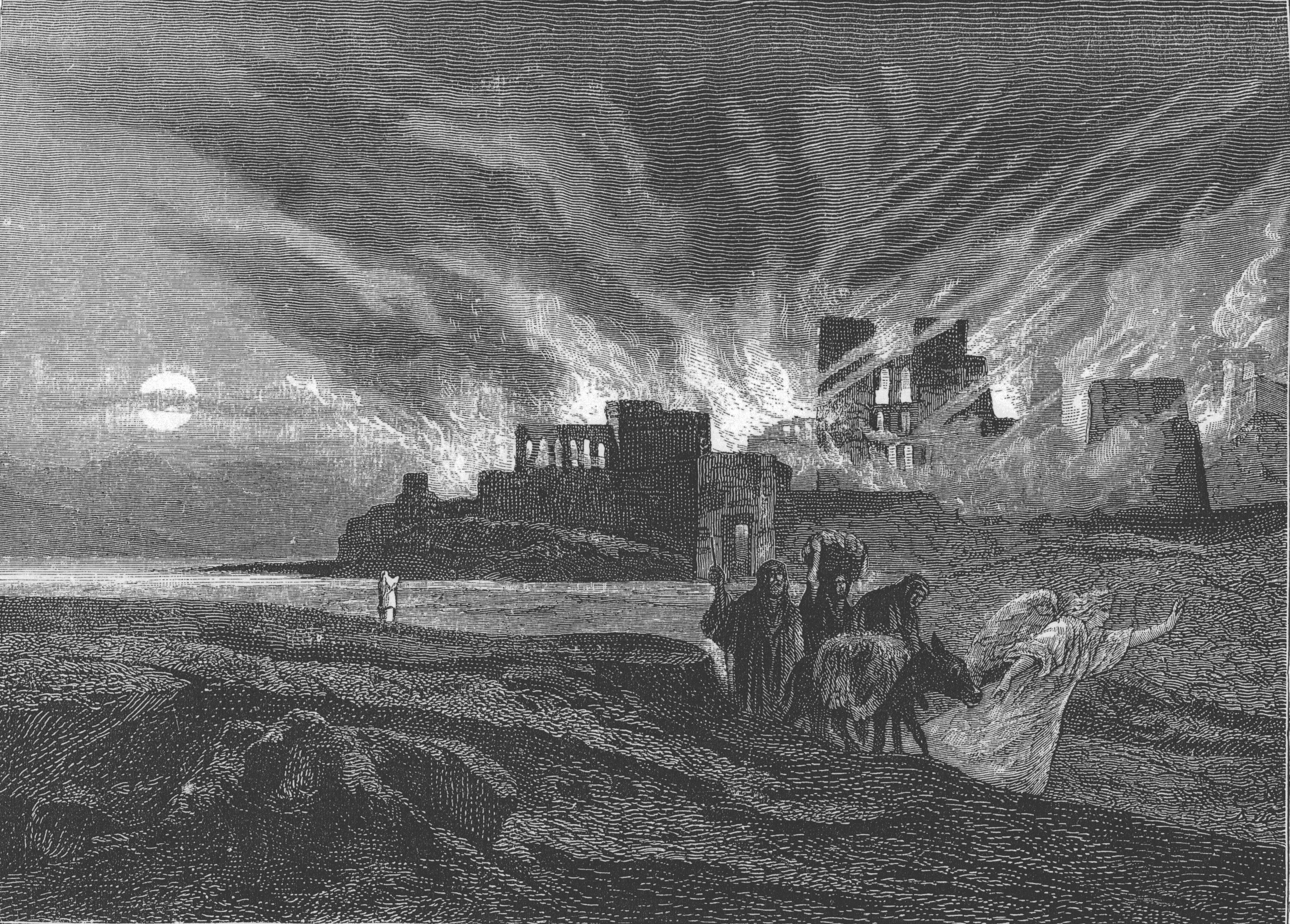
Hořící Sodoma (Burning Sodoma)

Louvre, grafiky
- Reflektář mnichů na hoře Athos
- Vstup do mešity
- Masakr mameluků